# 福永正三
福永 正三（ふくながしょうぞう　1938年〜2018年）は、日本の会社経営者

## 経歴
滋賀県生まれ。味噌・醤油の蔵元で丁稚奉公、鉄工場で旋盤・金型加工などに従事。
1966年、京セラ（株）入社。蒲生工場総技術部長などを経て、1987年、富岡光学（株）に赴任（1991年、京セラオブテック（株）へ社名変更）。
常務取締役、事務取締役を経て、1998年より代表取締役社長を歴任。
この間、京セラ経営哲学の活学・実践に努め、会社再建に尽くした。
2001年、退社後、京セラコミュニケーションシステム（株）顧問、ファミリー（株）相談役を務め退職後、インドで仏教修行を体験し、心を高めるために「六波羅蜜」の実践を人生のモットーとする。
好きな言葉は「信念」。